# Будище (Могилёвский район)
Будище — деревня в составе Вендорожского сельсовета Могилёвского района Могилёвской области Республики Беларусь.

## Географическое положение
Ближайшие населённые пункты: Куты, Хрипелёво, Журавец-1.